# Tylochromis bangwelensis
Tylochromis bangwelensis is een straalvinnige vissensoort uit de familie van de cichliden (Cichlidae). De wetenschappelijke naam van de soort is voor het eerst geldig gepubliceerd in 1920 door Charles Tate Regan.